# José Juncosa
José Juncosa, teljes nevén José Juncosa Bellmunt (Les Borges Blanques, 1922. február 2. – 2003. október 31., Reus) néhai spanyol-katalán labdarúgó, csatár..

## Pályafutása
Pályafutását 1941-ben egy katalán kiscsapatnál, a Reusnál kezdte 1941-ben. Egy évvel később az Españolhoz igazolt, ahol két év alatt negyvennégy összecsapáson 34 gólt szerzett.
1944-ben kezdődött pályafutása legszebb időszaka, ugyanis ekkor került az Atlético de Madridhoz. Az itt töltött tizenegy szezonja alatt az összes lejátszott tétmeccset nézve a klub történetének hetedik legeredményesebb góllövőjévé nőtte ki magát, százhárom gólt szerezve. Ez a szám a bajnokikon nyolcvan találat. A matracosokkal a tizenegy év alatt két bajnoki címet és egy szuperkupa-győzelmet is ünnepelhetett.
A spanyol válogatottban kétszer léphetett pályára, egyszer egy Írország elleni barátságos összecsapáson, másodszor pedig az 1950-es vb-n Svájc ellen. Gólt nem szerzett.
1955-ben, rögtön visszavonulása után edzősködni kezdett, egy szezon erejéig a Córdobát irányította. Tizenegy év szünet után 1968-ban ült ismét kispadra, sorrendben a Lérida, a Córdoba (másodszor), a Pontevedra és a Levante trénere volt.

## Sikerei, díjai
- Bajnok: 1949-50, 1950-51
- Szuperkupa-győztes: 1951